# Pieter De Groof
Pieter De Groof (5 november 1983) is een Belgisch basketbalcoach.

## Carrière
De Groof werd in 2014 assistent-coach bij Kangoeroes Basket Willebroek en bleef assistent tot in 2021, hij diende onder verschillende hoofdcoaches. In de zomer van 2021 was hij kort assistent-coach bij Phoenix Brussels onder Ian Hanavan. In het seizoen 2022/23 was hij assistent-coach bij Okapi Aalst onder Thomas Crab. In 2023 werd hij coach van de tweede ploeg van de Antwerp Giants als opvolger van Luc Smout.
Na een seizoen keerde hij terug naar Mechelen en werd assistent onder Tony Van den Bosch.